# Kanaren-Trichternarzisse
Die Kanaren-Trichternarzisse (Pancratium canariense) ist eine Pflanzenart aus der Familie der Amaryllisgewächse (Amaryllidaceae).

## Beschreibung

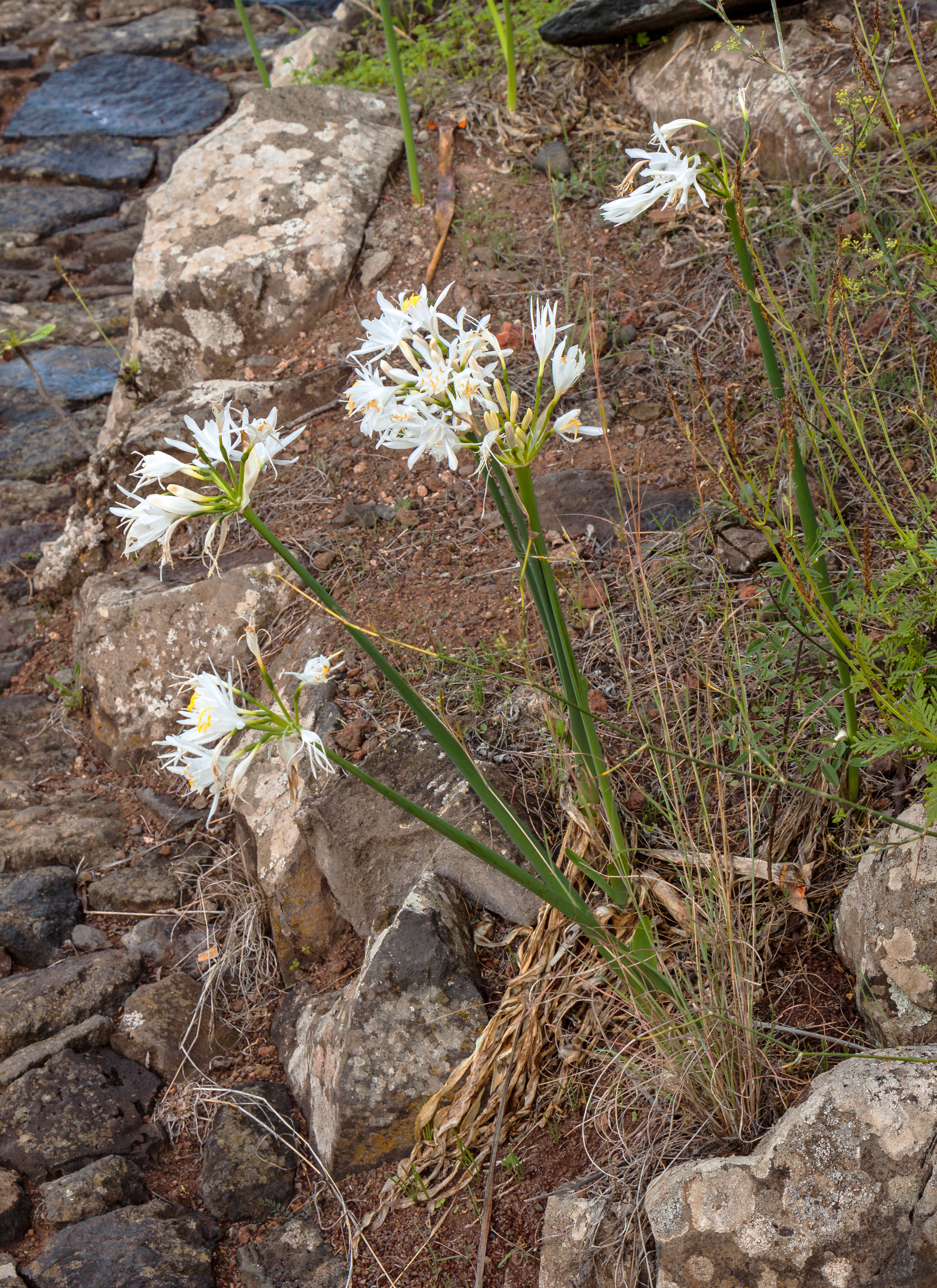
Habitus

Die Kanaren-Trichternarzisse ist eine ausdauernde krautige Pflanze, die Wuchshöhen von 30 bis 80 Zentimeter erreicht. Die Dolden bestehen aus 9 bis 16 (20) Blüten. Die Blüten sind rein weiß. Die Staubblätter sind in der Nebenkrone beinahe völlig eingeschlossen.
Die Blütezeit reicht von September bis November.
Die Chromosomenzahl beträgt 2n = 22.

## Vorkommen
Die Art kommt auf den Kanaren vor. Sie wächst an schattig-feuchten Stellen im küstennahen Sukkulentenbusch, zum Teil steigt sie bis in die Kiefernwaldstufe auf.